# Дерен коуса
Дере́н коуса (Cornus kousa) — екзотичний декоративний кущ родини деренових.
Американське садове товариство відібрало Cornus kousa до списку «75 найкращих рослин для американських садів».

## Морфологічна характеристика
Це дерево чи кущ до 10 метрів заввишки. Стовбури поодинокі чи зібрані в скупчення. Кора з плямами сіро-коричневого кольору, тонких пластинок, що відшаровуються. Гілки сіро-бордові з поздовжніми тріщинами, кора лущиться. Гілочки сірі, густо притиснуто-запушені; сочевички бліді, округлі або лінзоподібні плями. Листки на ніжках 5–12 мм. Листкові пластини еліптичні, яйцюваті чи широко-яйцюваті, 5–8 × 2–5 см, основа клиноподібна, верхівка довго загострена, абаксіальна (низ) поверхня блідо-зелена, притиснуто-волосиста, пучки прямостоячих волосків у пазухах вторинних жилок, адаксіальна поверхня темно-зелена, притиснуто-волохата. Суцвіття майже кулясті, 9–14 мм у діаметрі, 40–75 квіток. Квітки: чашолистки 1–1.5 мм; пелюстки кремові або жовто-зелені, 3–4 мм. Синкарпи червоні, майже кулясті, 20–27 мм в діаметрі; кісточки еліпсоїдні, 7–9 × 4–5 мм, гладкі.

## Походження
Ареал: Японія, Корея, Китай, Тайвань. Населяє змішані ліси, долини, затінені схили, узбіччя річок, узбіччя доріг.

## Використання
Плоди їдять сирими чи приготовленими, вони солодкі й соковиті; шкірка досить жорстка й неприємна, але м'якуш смачний. Молоде листя можна вживати приготовленим. Деревина дуже тверда і важка. Використовується для молотків тощо. Місцево використовуються для виготовлення вина. Рослина є цінним декоративним деревом і наразі доступний у великій кількості сортів.

## Етимологія
Назва роду Cornus походить з латинської мови від слова cornu, що означає «ріг». Це вказує на твердість деревини. Назва виду, kousa, є японською назвою цієї рослини.

## Галерея

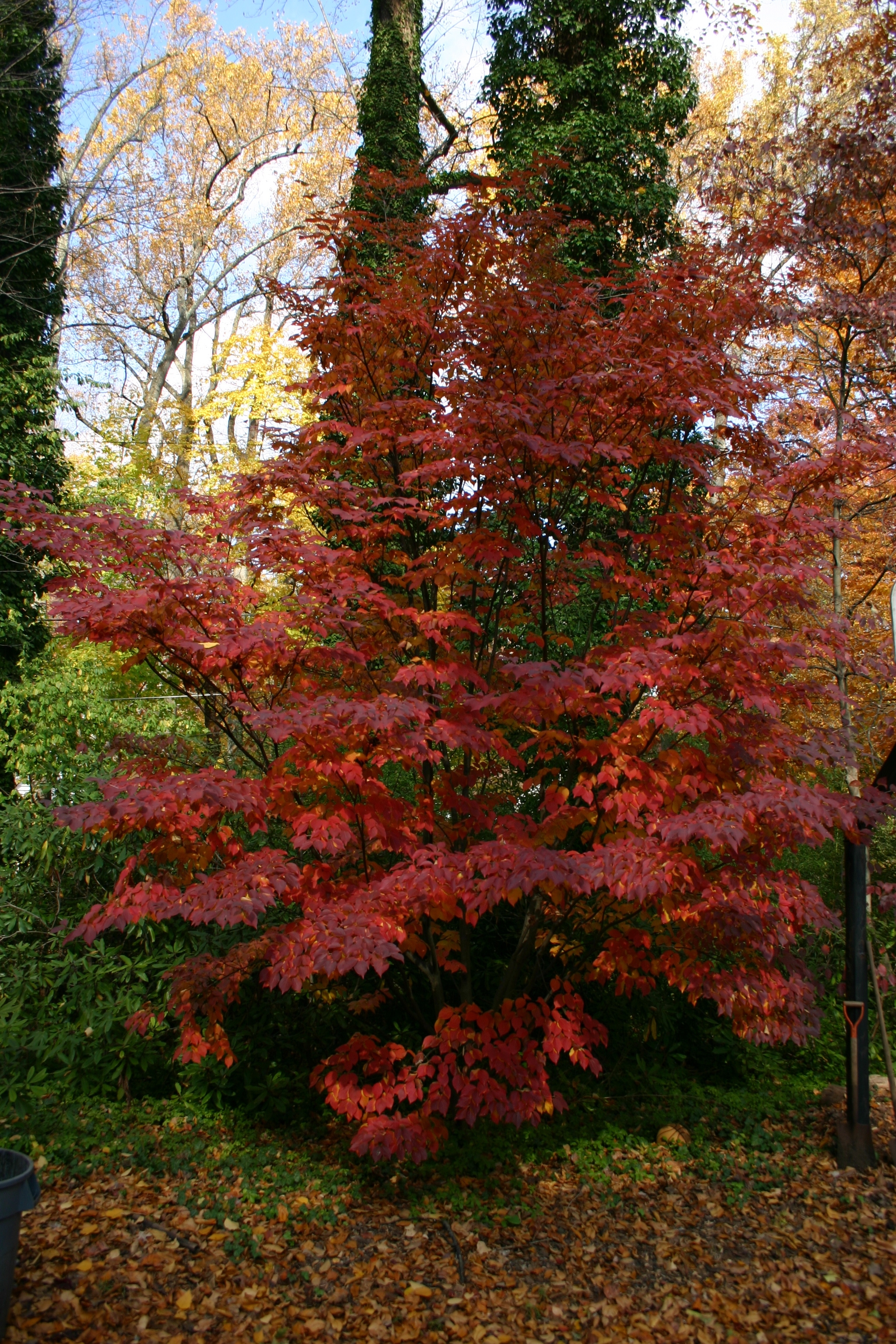
осінні кольори
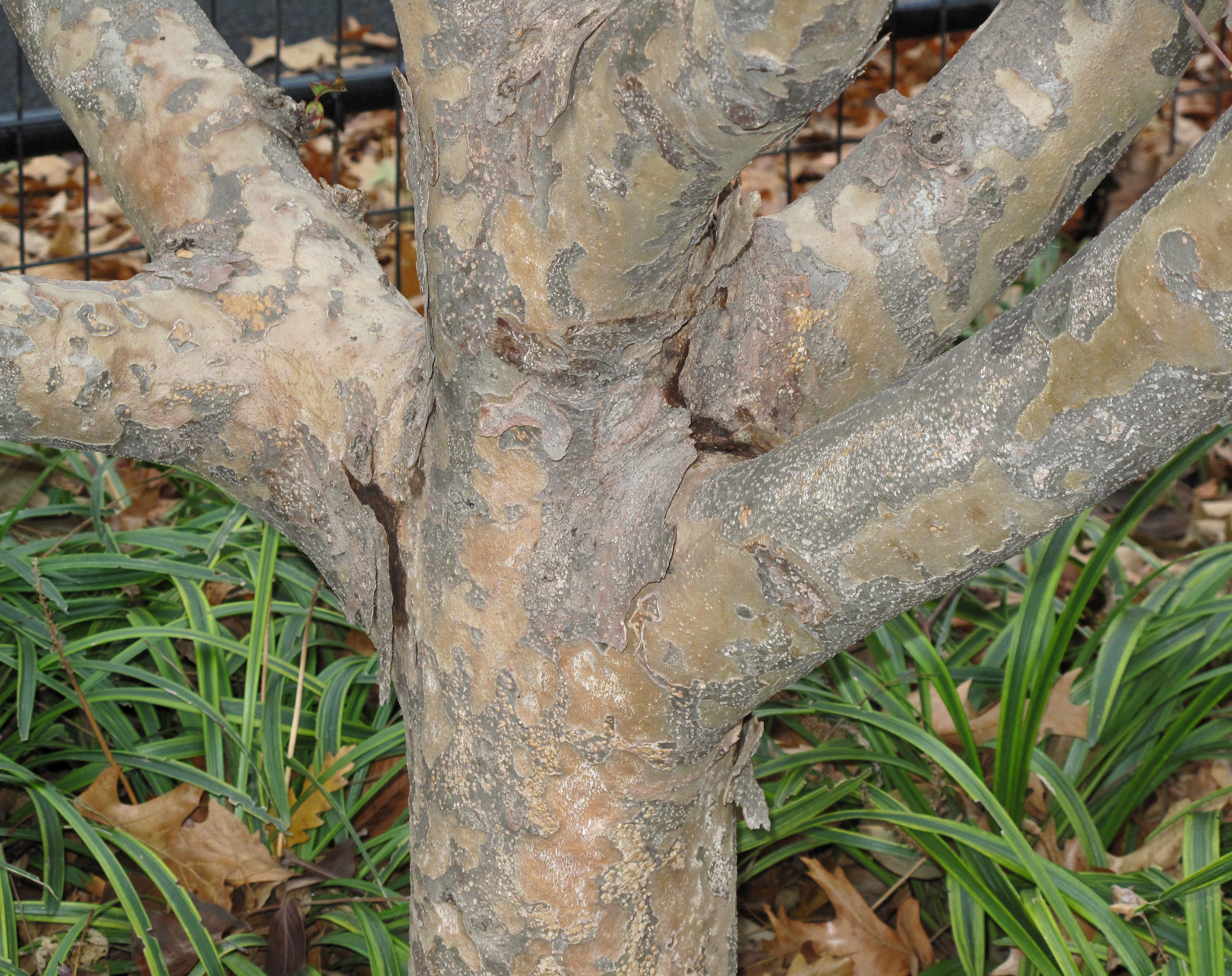
кора
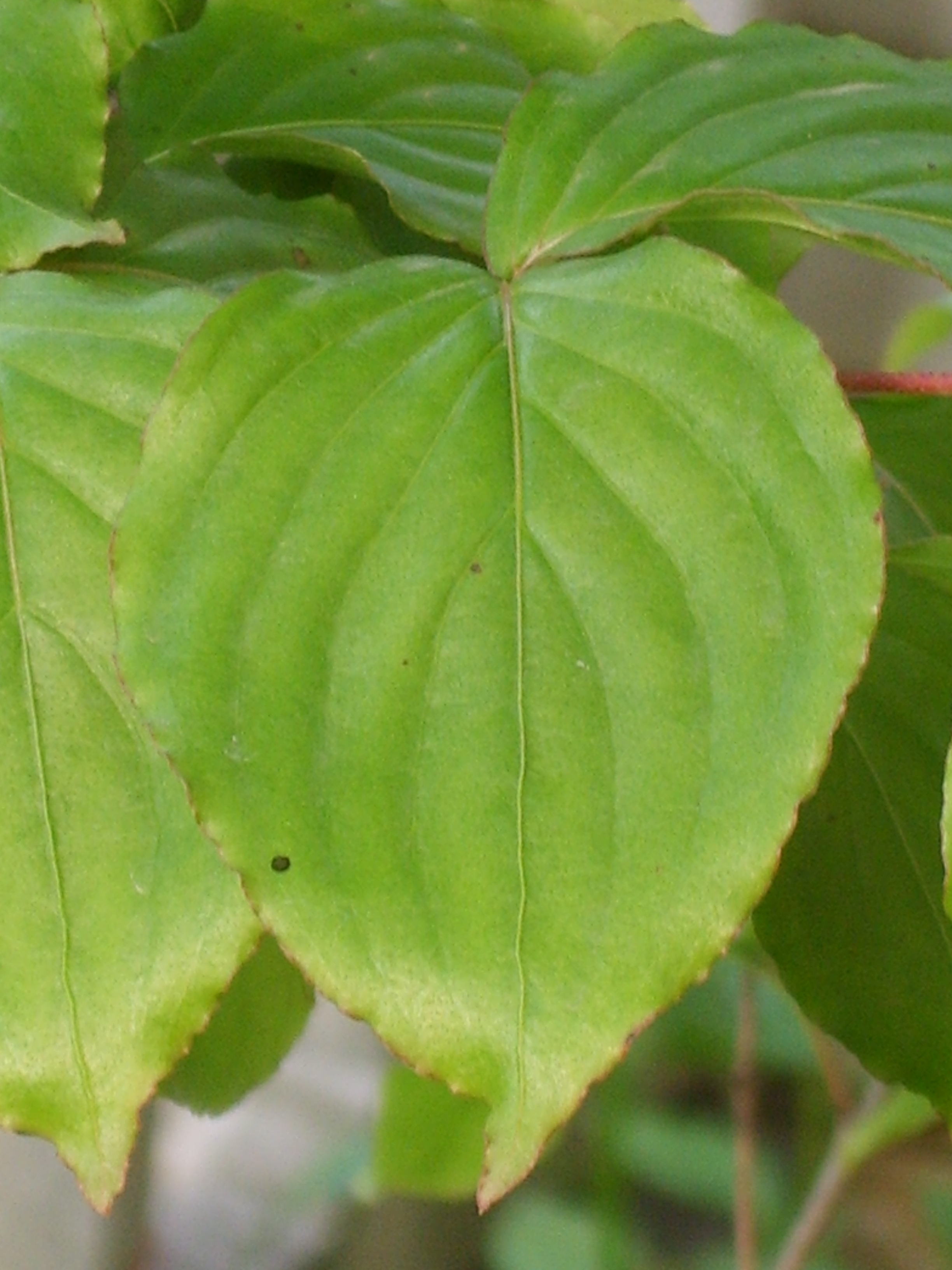
листок
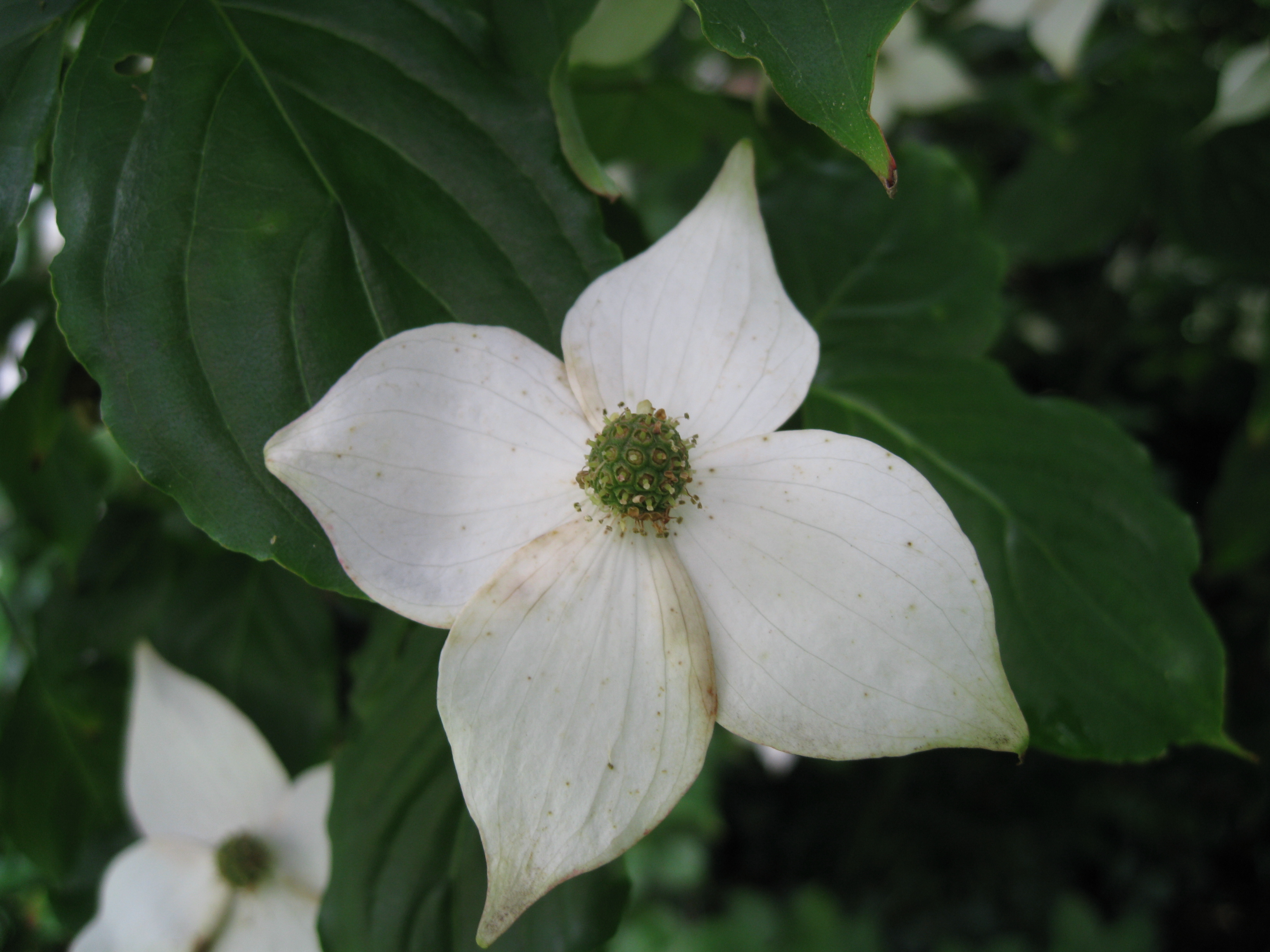
суцвіття з чотирма пелюсткоподібними приквітками
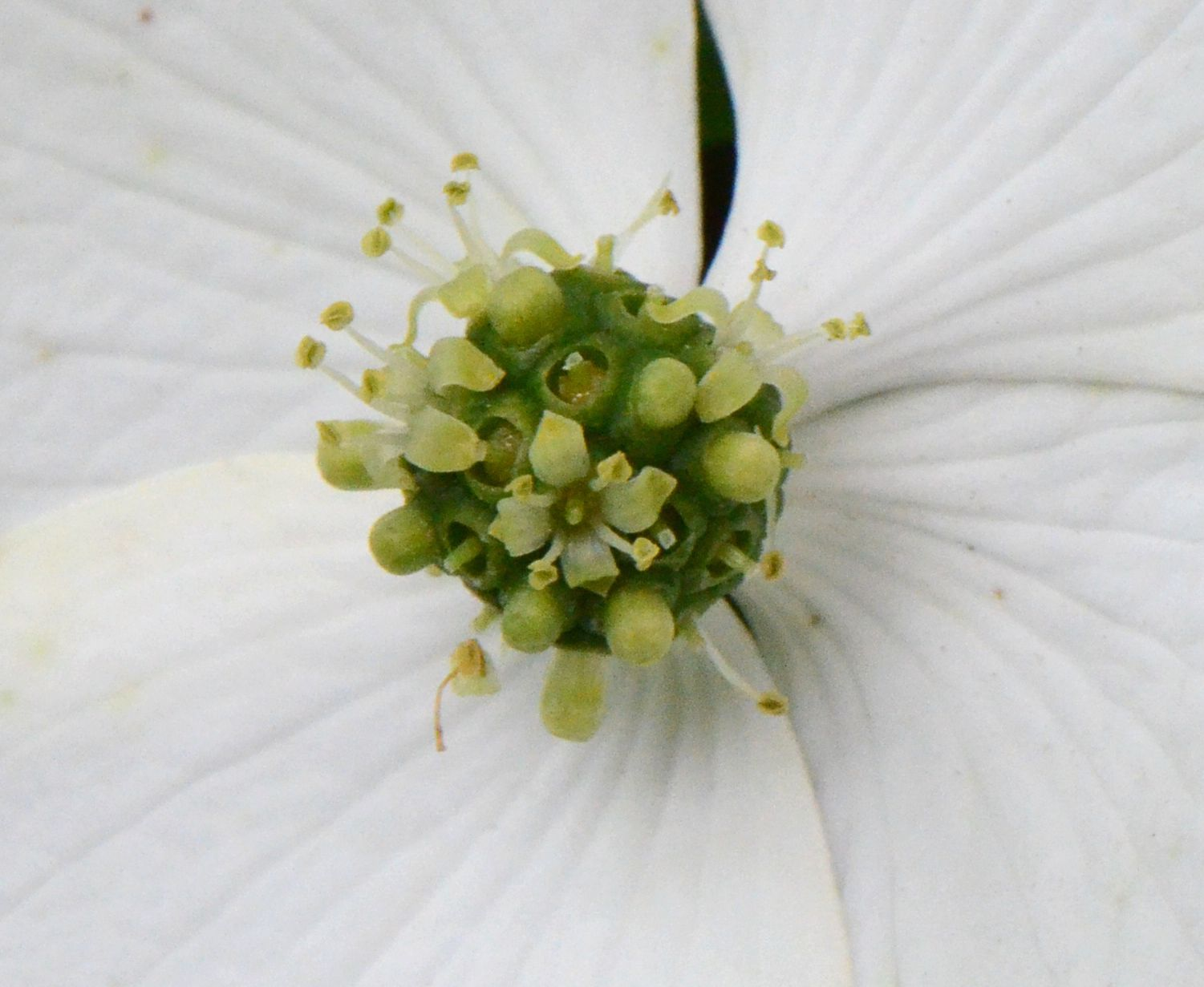
квітки
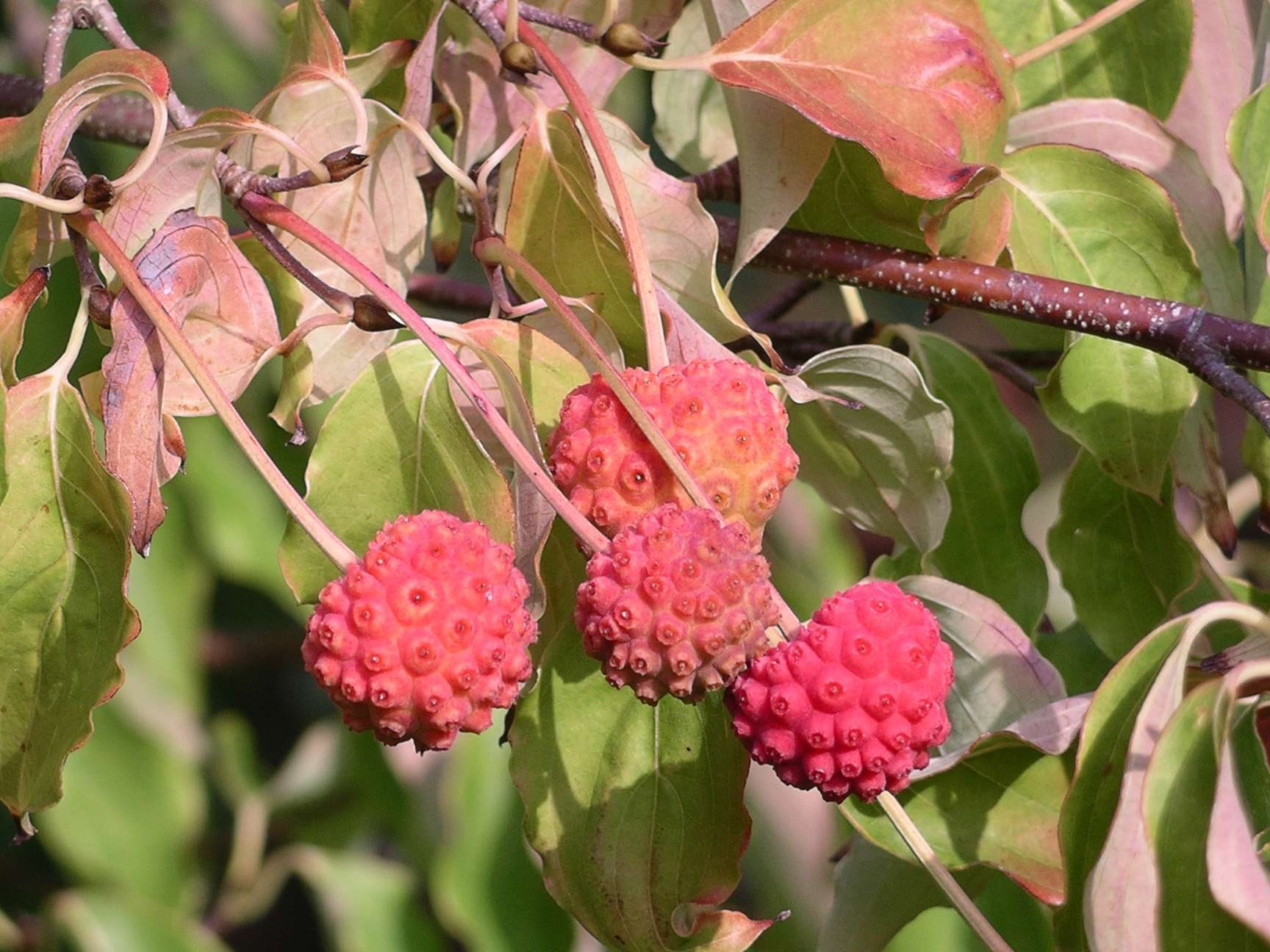
плоди
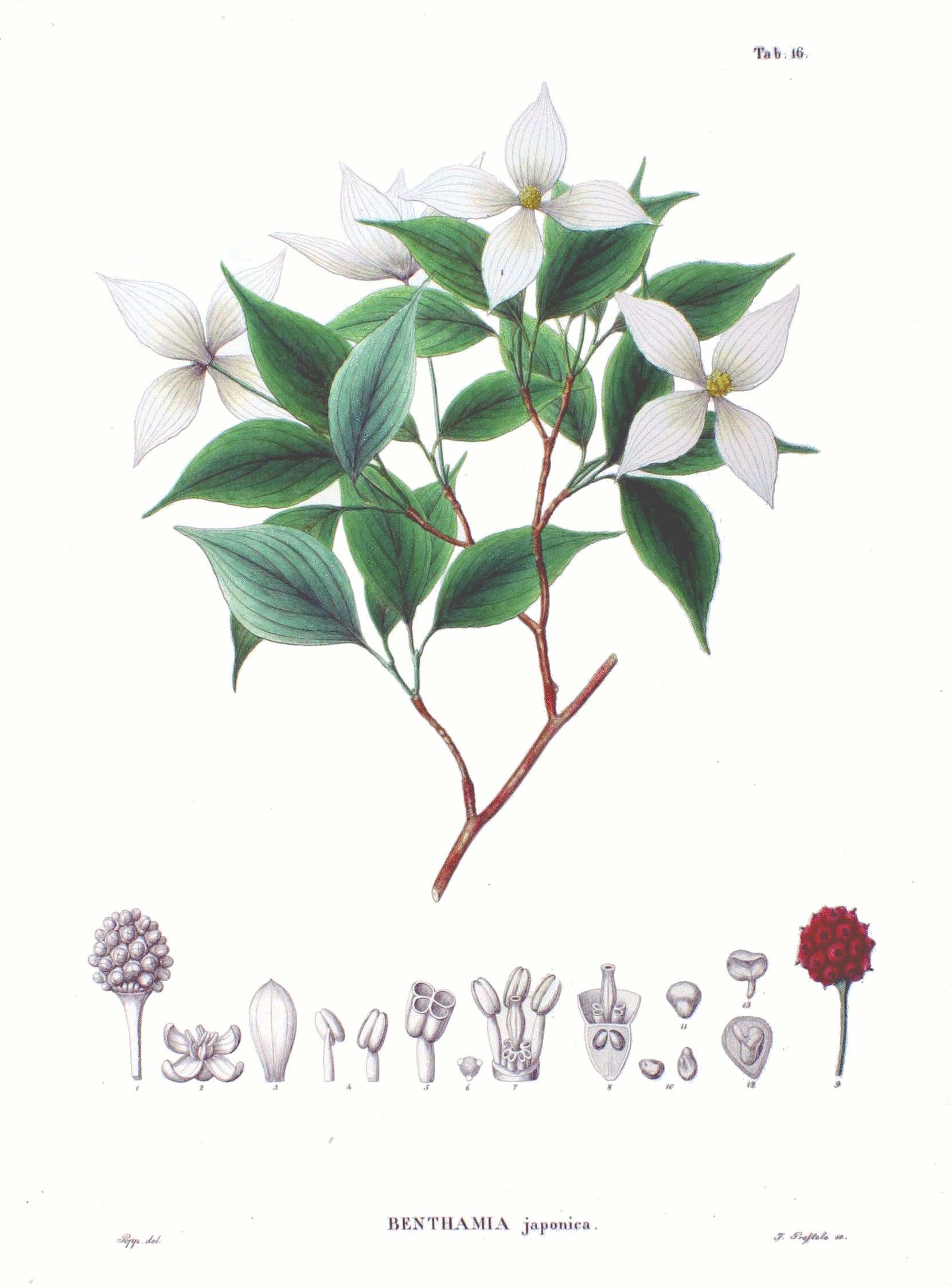
ілюстрація